# Hellmut Berg
Hellmut Philipp Berg (* 2. November 1908 in Bretten; † 2. März 1960 in Köln) war ein deutscher Geophysiker, Meteorologe und Leiter des Institutes für Meteorologie der Universität zu Köln.

## Leben
Nach Studium von Astronomie, Geophysik, Meteorologie und Physik habilitierte Hellmut Berg 1937 in Heidelberg. Anschließend war er Leiter der Wetterflugstelle Köln des Reichswetterdienstes und seit 1938 Dozent in Meteorologie. Im Jahre 1945 wurde er zum außerordentlichen Professor der Meteorologie berufen. Seit 1947 war er Leiter des Institutes.

## Werke
- Einführung in die Bioklimatologie, Bouvier Verlag, Bonn 1947
- Allgemeine Meteorologie, Ferdinand Dümmler Verlag, Bonn 1948
- Wetter und Krankheiten, Bouvier Verlag, Bonn 1948
- Einführung in die Physik der festen Erde, S.Hirzel Verlag, Stuttgart 1949